# 1974年全豪オープン
1974年 全豪オープン（1974ねんぜんごうオープン、Australian Open 1974）は、オーストラリア・メルボルン市内にある「クーヨン・テニスクラブ」にて、1973年12月26日から1974年1月1日まで開催された。

## 大会の流れ
- 本年度の全豪オープンは、1973年と1974年の年末年始をまたいで行われた。決勝戦の日が年始の1月1日であったことから、1974年の年頭開催大会として扱う。
- 大会会場はメルボルン市内にある「クーヨン・テニスクラブ」の芝生コートで開催。
- 男子シングルスは「64名」の選手による6回戦制で行われ、シード選手は16名であった。女子シングルスは「56名」の選手による6回戦制で行われ、シード選手は8名であったが、第1・第2シードと他の6名の選手に「1回戦不戦勝」（抽選表では“Bye”と表示）があった。（第3-第8シードは1回戦から出場した。）
- 混合ダブルスは、1970年から1985年まで競技の実施が中止されていた。したがって、記事中の「決勝戦の結果」に混合ダブルスはなく、4部門のみの記載になる。

## シード選手

### 男子シングルス
1. ジョン・ニューカム　（ベスト8）
2. ジミー・コナーズ　（初優勝）
3. ジョン・アレクサンダー　（ベスト4）
4. ビョルン・ボルグ　（3回戦）
5. カール・マイラー　（2回戦）
6. コリン・ディブリー　（ベスト8）
7. オニー・パルン　（3回戦）
8. ロス・ケース　（ベスト4）
9. フィル・デント　（準優勝）
10. （大会開始前に棄権）
11. ジェフ・マスターズ　（1回戦）
12. アラン・ストーン　（3回戦）
13. ボブ・ギルティナン　（ベスト8）
14. バリー・フィリップス・ムーア　（3回戦）
15. ボブ・カーマイケル　（1回戦）
16. ジョン・クーパー　（1回戦）

### 女子シングルス
1. クリス・エバート　（準優勝）
2. イボンヌ・グーラゴング　（初優勝）
3. ケリー・メルビル　（ベスト4）
4. ジュリー・ヘルドマン　（ベスト4）
5. レスリー・ハント　（ベスト8）
6. ケリー・ハリス　（1回戦）
7. パム・ティーガーデン　（2回戦）
8. 沢松和子　（3回戦）

## 大会経過

### 男子シングルス
準々決勝
- ロス・ケース vs.  ジョン・ニューカム　7-6, 6-2, 7-5
- フィル・デント vs.  コリン・ディブリー　6-4, 6-4, 6-4
- ジョン・アレクサンダー vs.  ボブ・ギルティナン　6-1, 5-7, 6-1, 6-2
- ジミー・コナーズ vs.  ヴラディーミル・ツェドニク　3-6, 7-5, 6-3, 6-4

準決勝
- フィル・デント vs.  ロス・ケース　6-4, 6-1, 2-6, 6-2
- ジミー・コナーズ vs.  ジョン・アレクサンダー　7-6, 6-4, 6-4

### 女子シングルス
準々決勝
- クリス・エバート vs.  ジャネット・ニューベリー　6-2, 6-4
- ジュリー・ヘルドマン vs.  レスリー・ハント　7-5, 6-7, 6-2
- ケリー・メルビル vs.  ジュディ・テガート・ドールトン　6-3, 6-4
- イボンヌ・グーラゴング vs.  カレン・クランツケ　4-6, 6-3, 6-2

準決勝
- クリス・エバート vs.  ジュリー・ヘルドマン　6-2, 6-3
- イボンヌ・グーラゴング vs.  ケリー・メルビル　7-6, 5-7, 6-1

## 決勝戦の結果
- 男子シングルス： ジミー・コナーズ vs.  フィル・デント　7-6, 6-4, 4-6, 6-3
- 女子シングルス： イボンヌ・グーラゴング vs.  クリス・エバート　7-6, 4-6, 6-0
- 男子ダブルス： ロス・ケース＆ ジェフ・マスターズ vs.  シド・ボール＆ ボブ・ギルティナン　6-7, 6-3, 6-4
- 女子ダブルス： イボンヌ・グーラゴング＆ ペギー・ミシェル vs.  ケリー・メルビル＆ ケリー・ハリス　7-5, 6-3